# Lockheed Martin RQ-170 Sentinel
Lockheed Martin RQ-170 Sentinel ("Straža") je enomotorno reaktivno vojaško brezpilotno letalo, ki ga je razvil ameriški Lockheed Martin Skunk Works za Ameriške letalske sile in CIO. O letalu ni veliko podatkov, gre pa najverjetneje za stealth letalo in glede na oznako "RQ" gre za izvidniško letalo, ki ne nosi oborožitve. 
RQ-170 je po izvedbi leteče krilo, razpon krila je okrog 20 metrov. Poganja ga en turboventilatorski motor

## Specifikacije (RQ-170)
Podatki iz www.airrecognition.com
Splošne značilnosti
- Posadka: 0
- Dolžina: 14 ft 9 in (4,5 m)
- Razpon kril: 65 ft 7 in (19,99 m)
- Višina: 6 ft (1,8 m) ocena
- Pogon letala: 1 × Honeywell TFE731 ali General Electric TF34 turbofan

Zmogljivost
- Višina leta (servisna): 50,000 ft (15,240 m) (ocena)[1]